# IHF Super Globe de 2010
O IHF Super Globe de 2010 foi a quarta edição do torneio de clubes continentais, sediado em Doha, Qatar, entre os dias 17 a 21 de maio no Aspire Dome.
O BM Ciudad Real foi o campeão ao vencer o Al Sadd SC por 30-25 na final.

## Edição 2010
| Grupo A                                | Grupo B                |
| -------------------------------------- | ---------------------- |
| BM Ciudad Real Zamalek Unopar Londrina | Al-Sadd Southern Stars |